# Anujan Rajendram
Anujan Rajendram (in singalese අනුජන් රාජේන්ද්‍රම්; Hammerfest, 11 maggio 2000) è un calciatore singalese con cittadinanza norvegese, centrocampista dell'Oppsal e della nazionale singalese.

## Carriera

### Club
Rajendram è nato e cresciuto ad Hammerfest, iniziando poi a giocare a calcio nel Grei. Successivamente, è entrato nelle giovanili del Grorud. Nel 2021 è stato tesserato dall'Oppsal. Ha esordito con questa maglia in data 25 luglio 2021, sostituendo Kristian Bjørseth nella sconfitta interna per 0-2 subita contro lo Skeid, sfida valida per il primo turno del Norgesmesterskapet.
Dopo due stagioni in forza all'Oppsal, nel 2023 si è trasferito al Nordstrand. Sempre nel corso di quell'annata, però, ha fatto ritorno all'Oppsal. Il 18 settembre 2024 è stato ufficializzato il suo trasferimento allo Strindheim, in 2. divisjon. Aveva già debuttato con la nuova casacca tre giorni prima, il 15 settembre: aveva infatti sostituito Alexander Gløsen nella vittoria per 2-3 sul campo dello Junkeren.

### Nazionale
Agli inizi del 2024, Rajendram ha ricevuto la prima convocazione per lo Sri Lanka, in vista delle FIFA Series che si sarebbero tenute a marzo. Ha però esordito soltanto il 5 settembre 2024, quando è stato titolare nel pareggio per 0-0 arrivato contro la Cambogia, in un match valido per le qualificazioni alla Coppa d'Asia 2027.

## Statistiche

### Presenze e reti nei club
Statistiche aggiornate al 6 ottobre 2024.
| Stagione       | Club          | Campionato    | Campionato | Campionato | Coppe nazionali | Coppe nazionali | Coppe nazionali | Coppe continentali | Coppe continentali | Coppe continentali | Supercoppe | Supercoppe | Supercoppe | Totale | Totale |
| Stagione       | Club          | Comp          | Pres       | Reti       | Comp            | Pres            | Reti            | Comp               | Pres               | Reti               | Comp       | Pres       | Reti       | Pres   | Reti   |
| -------------- | ------------- | ------------- | ---------- | ---------- | --------------- | --------------- | --------------- | ------------------ | ------------------ | ------------------ | ---------- | ---------- | ---------- | ------ | ------ |
| 2021           | Oppsal        | 3D            | 8          | 0          | CN              | 1               | 1               | -                  | -                  | -                  | -          | -          | -          | 9      | 1      |
| 2022           | Oppsal        | 3D            | 21         | 2          | CN              | 3               | 0               | -                  | -                  | -                  | -          | -          | -          | 24     | 2      |
| gen.-apr. 2023 | Oppsal        | 3D            | 0          | 0          | CN              | 1               | 0               | -                  | -                  | -                  | -          | -          | -          | 1      | 0      |
| apr.-ago. 2023 | Nordstrand    | 3D            | 9          | 1          | CN              | -               | -               | -                  | -                  | -                  | -          | -          | -          | 9      | 1      |
| ago.-dic. 2023 | Oppsal        | 3D            | 11         | 2          | CN              | -               | -               | -                  | -                  | -                  | -          | -          | -          | 11     | 2      |
| gen.-set. 2024 | Oppsal        | 3D            | 17         | 1          | CN              | 1               | 0               | -                  | -                  | -                  | -          | -          | -          | 18     | 1      |
| Totale Oppsal  | Totale Oppsal | Totale Oppsal | 57         | 5          |                 | 6               | 1               |                    | -                  | -                  |            | -          | -          | 63     | 6      |
| set.-dic. 2024 | Strindheim    | 2D            | 3          | 0          | CN              | -               | -               | -                  | -                  | -                  | -          | -          | -          | 3      | 0      |
| Totale         | Totale        | Totale        | 69         | 6          |                 | 6               | 1               |                    | -                  | -                  |            | -          | -          | 75     | 7      |